# Beroe cucumis
Espèce
Synonymes
- Beroe roseola  (Agassiz),1860
- Beroe shakespeari (Benham)
- Idyia roseola  (Agassiz),1860

Beroe cucumis est une espèce de cténophore de la famille des Beroidae. Elle fut décrite pour la première fois par Otto Fabricius, naturaliste et missionnaire danois en 1780. On la retrouve principalement dans l'océan Atlantique.

## Description générale
Beroe cucumis a un corps transparent en forme de sac ou de vase, parfois compressé. Ce cténophore peut mesurer jusqu'à 15 cm de hauteur. Les cténidies sont de longueurs égales et se déploient sur le corps de Beroe cucumis depuis le pôle aboral (surface située à l'opposé de la bouche) jusqu'aux trois quarts de la distance vers la bouche. Ces peignes de cils battent de façon synchronisée pour propulser l'animal. Les spécimens matures sont roses et bioluminescents. On retrouve une figure en forme de 8, constituée de petites papilles autour du pôle aboral. Les canaux gastrovasculaires sont situés sous les rangées de peignes et possèdent de nombreuses anastomoses en forme de branches qui font saillie dans l'ecto-mésoderme. Cela permet de distinguer Beroe cucumis de Beroe gracilis même si les Beroe cucumis juvéniles ne peuvent être distingués de leurs homologues Beroe gracilis,.

## Distribution
On retrouve Beroe cucumis dans l'Atlantique Nord et dans la mer du Nord dont le Skagerrak et le Cattégat. On peut parfois en trouver en mer Méditerranée. C'est une espèce pélagique qui vit en zone bathypélagique.

## Mode de vie

### Alimentation
Beroe cucumis est un prédateur et se nourrit principalement d'autres cténophores qu'il engloutit avec sa large bouche et avale en entier comme des Bolinopsidae tel que Bolinopsis infundibulum. Il mange aussi des copépodes de la famille des Calanidae tel que Calanus finmarchicus et des copépodes de la famille des Clausocalanidae et des Oithonidae.

### Prédateurs
Beroe cucumis a pour prédateur le loup de l'Atlantique, les méduses de la famille des Cyanidae tel que la méduse à crinière de lion, le sébaste du Nord et d'autres sébastes.

## Galerie

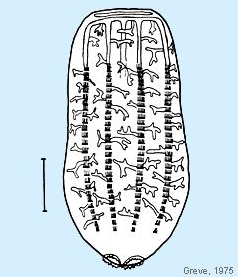
Croquis de Beroe cucumis qui identifie les anastomoses.